# Verschulden
Das zivilrechtliche Verschulden (auch Verschuldung, früher: culpa) bestimmt die subjektive Vorwerfbarkeit eines Erfolges. Die Verschuldensformen sind Vorsatz und Fahrlässigkeit (§ 276 Abs. 1 S. 1 BGB). Außerhalb des Deliktsrechts spricht man meist von Vertretenmüssen. Im Strafrecht dagegen heißt die entsprechende Wertungsstufe Schuld (u. a. § 46 Abs. 1 S. 1 StGB).
Das Deliktsrecht (vgl. etwa § 823 BGB) ist „zivilrechtgewordenes Strafrecht“, freilich auf dem Stand der Strafrechtswissenschaft, den diese bei Inkrafttreten des Bürgerlichen Gesetzbuches erreicht hatte. Die Prüfungsreihenfolge entspricht daher dem damals im Strafrecht herrschenden Verständnis: Vorsatz und Fahrlässigkeit gelten als Schuldformen, nicht wie im heutigen Strafrecht als Bestandteile des subjektiven Tatbestands.
Das Verschulden setzt Verschuldens- beziehungsweise Deliktsfähigkeit voraus. Altersmäßig wird in Deutschland bei der Deliktsfähigkeit nach § 828 BGB differenziert: Für unerlaubte Handlungen muss der Schädiger bereits das 7. Lebensjahr, bei Unfällen mit Kraftfahrzeugen oder Schienen- oder Schwebebahnen mindestens das 10. Lebensjahr vollendet haben. Die Verschuldensfähigkeit ist für Minderjährige, die noch nicht 14 Jahre sind, im Strafrecht stets ausgeschlossen (§ 19 StGB). Für besondere Fälle kann auch Schuldunfähigkeit (§ 20 StGB) oder verminderte Schuldfähigkeit (§ 21 StGB) vorliegen. Dies korrespondiert im Zivilrecht mit der Deliktunfähigkeit (§ 827, § 829 BGB).
Für eigenes, freilich vermutetes Verschulden haftet, wer einen Verrichtungsgehilfen bestellt, der einem anderen einen Schaden verursacht. Das Verschulden anderer kann aber auch zugerechnet werden: So sieht das Bürgerliche Recht in § 278 BGB vor, dass das Verschulden eines Erfüllungsgehilfen dem Geschäftsherrn zugerechnet wird. Juristische Personen haften gegebenenfalls über § 31, § 89 BGB für das Verschulden ihrer Organe, z. B. des Vorstandes.